# Melieus
Els melieus (en grec antic Μαλιεύς) eren els habitants del districte de Mèlida a Tessàlia, però encara que n'eren tributaris, eren els antics hel·lens, els primers pobladors. Eren un poble de llengua indoeuropea emparentats amb els grecs. Van formar part des dels seus inicis de l'Amfictionia, que reunia diversos pobles grecs per debatre temes en comú i amb finalitats religioses.
Es considera que eren doris i es troben sempre relacionats amb els antics estats dòrics. Hèracles, que era dori, estava estretament relacionat amb Ceix, rei de Traquis, i el Mont Eta va ser el lloc de la mort de l'heroi.
A començaments del segle v aC un pastor melieu va guiar els perses pel pas de les Termòpiles. En guerra contra els otees, el 429 aC van demanar l'ajut d'Esparta i els espartans van fundar llavors la ciutat d'Heraclea Traquínia vora el lloc de Traquis que era la capital segons diu Tucídides. Mèlida va romandre sota hegemonia d'Esparta fins que es va revoltar durant la guerra de Corint; els espartans van reprimir la revolta i van cedir Heraclea Traquínia i les terres al sud de l'Esperqueu als oetes. La nova capital del melieus va ser Làmia.
Mèlida era membre de la Lliga de Corint i des del 235 aC de la Lliga Etòlia. El 189 aC van ser incorporats al districte de Ftiotis i des d'aquell moment van ser considerats tessalis.